# Silvano Borgatta
Silvano Borgatta (Acqui Terme, 2 febbraio 1956) è un musicista, arrangiatore e compositore italiano noto per aver fatto parte della band Venegoni & Co, e per la sua attività di turnista.

## Biografia
Inizia a suonare negli anni settanta, nel gruppo di jazz rock torinese Venegoni & Co, insieme a Gigi Venegoni.
Negli anni '80 inizia l'attività di session man, collaborando e suonando in studio e in tour con molti artisti, tra cui si ricordano Phil Collins, Ivano Fossati, Stadio, Lucio Dalla, Renato Zero, Caparezza, Enzo Jannacci, Ivan Graziani, Teresa De Sio, Rossana Casale, Fabio Concato, Steve Grossman, Alberto Fortis, Wilma Goich, Sunshine Gospel Choir, Edoardo Vianello, Mike Bloomfield, Henry Bergstrom, Valerio Liboni, Richard Shulzsberg, Mixo, Mal and The Primitives, Mario Acquaviva (di cui arrangia il 45 giri Rosa/Quaderno a quadretti pubblicato nel 1980 dall'Ascolto), Marco Bonino (per cui suona le tastiere nell'album Help Me to Hear).
Dopo una lunga collaborazione, sia in studio che nei concerti, con  Freak Antoni degli Skiantos, nel progetto di quest'ultimo "Beppe Starnazza e i Vortici" ha fondato i Mundo Libre, con il chitarrista Beppe "Bip" Gismondi, ed ha suonato, per un certo periodo insieme ad un altro grande della chitarra, Dave Sumner, proveniente dagli inglesi The Motowns. Compone musiche per film, documentari, spot pubblicitari.
Nel 1982 arrangia Immaginata contenuta nell'omonimo album di Enzo Maolucci, che accompagna anche in alcune date; nel 1985 arrangia anche l'album successivo, Tropico del toro. Nello stesso anno realizza la colonna sonora del film Vado a vivere da solo, interpretata dal protagonista della pellicola, Jerry Calà.
Sempre agli anni ottanta risale la sua collaborazione con i Cantovivo di Alberto Cesa.
Per qualche anno ricopre il ruolo, alla Sugar di Caterina Caselli, di compositore/arrangiatore..
Nel 1996 collabora con Gipo Farassino, arrangiando il suo album 1996; l'anno seguente cura gli arrangiamenti dell'album I Ragazzi del Sole - Il meglio, in cui tre componenti del gruppo I Ragazzi del Sole reincidono alcuni loro successi riarrangiandoli (con altri brani inediti, tra cui due scritti da Borgatta con Valerio Liboni, Chi ci sarà dopo di me e La mia frontiera).
Nel 2006 coordina parte degli avvenimenti musicali nel corso delle olimpiadi invernali di Torino. A fine settembre partecipa alla cerimonia di apertura dei Mondiali di scherma di Torino suonando il pianoforte in una band composta da molti affermati musicisti italiani.
Nel 2007 partecipa al progetto Mondo cane portato nei teatri di tutto il mondo dal cantante dei Faith No More Mike Patton.
Nel 2010 è consulente musicale per lo spettacolo teatrale Sulle ali della Sindone per la regia di Virgina Barrett.
Nel 2012 partecipa alla realizzazione del disco di Rocco Papaleo La mia parte imperfetta.
Nel 2016 è invitato a suonare nella Band ufficiale della Little Dream Fondation, di Phil Collins che suona, con il musicista, (ex batterista degli Genesis), a Ginevra, Losanna e Montreux.
Sempre nel 2016 suona le tastiere nel corso dell'Evento Celebrity Fight Night, organizzato, dal 7 al 13 settembre, da Andrea Bocelli, accompagnando il tenore italiano e i numerosi ospiti, tra i quali Zucchero Fornaciari, David Foster, Caroline Campbell e  Jordan Smith.
Oltre alle tournée in Italia e all'estero con il Sunshine Gospel Choir, diretto da Alex Negro, dove ha ruolo di arrangiatore, oltre che tastierista nella Band che accompagna il coro e direttore musicale, si esibisce, quando gli è possibile, in Trio, con Gigi Venegoni (Arti & Mestieri) e la cantante Roberta Bacciolo, (Voci di Corridoio, Max Pezzali, Jovanotti) 
È stato per qualche anno responsabile musicale della scuola artistica "Art High School", una sorta di master artistico per ragazzi che ogni anno si svolge per un mese al Ciocco, in Toscana.
Considerato uno dei migliori arrangiatori italiani, continua comunque a comporre e suonare in studio per molti artisti, gruppi di gospel, formazioni jazz.
Tra le altre cose, Silvano Borgatta è autore ed esecutore, con Valerio Liboni, di Ancora Toro,  inno della squadra di calcio del Torino per quindici anni, nonché arrangiatore e produttore artistico dell'unico lavoro discografico di Alba Parietti.